# 星を射る
『星を射る』（ほしをいる、原題：별을 쏘다）は、2002年11月20日から2003年1月9日まで毎週水曜日と木曜日にSBSで毎回約1時間全16回にわたって放送された韓国のテレビドラマ。ユン・ソンヒが脚本を書き、イ・ジャンスとチョ・スウォンが演出し、チョン・ドヨンとチョ・インソンが主演した。難読症だが俳優を目指す男とそのマネージャーになる女の恋愛を軸に、利己的な人間、お人よしなどの登場人物を配して芸能界を背景に人間模様を描く。
2002年末に開催されたSBS演技大賞で本作によってチョン・ドヨンが女性最優秀演技賞を受賞した。

## 登場人物

### 主要人物
ソラ〈30歳〉
演 - チョン・ドヨン
ドフンと結婚するつもりだったが、捨てられて、ソンテのマネージャーになる。
ソンテ〈23歳〉
演 - チョ・インソン
俳優を目指す。難読症のために字は読めないが記憶力が並はずれている。
パダ
演 - パク・サンミョン
イェリンのマネージャー。ソラの兄。ソンテに俳優になることを勧め契約する。
ドフン
演 - イ・ソジン
パダの友人で同僚だったが、パダとソラをだまして奪った金で大手芸能事務所の経営者になる。
イェリン
演 - ホン・ウニ
駆け出しの女優。内に秘めた野心と利己心を表に出さずに純真そうにふるまう。

### その他の人物
ミリョン
演 - ピョン・ジョンス
ソラの親友。ヘアデザイナー。
アジョン
演 - チョ・ジョンニン
ミリョンの同僚で、エステティシャン。